# Педраса-де-Альба
Педраса-де-Альба (ісп. Pedraza de Alba) — муніципалітет в Іспанії, у складі автономної спільноти Кастилія-і-Леон, у провінції Саламанка. Населення — 256 осіб (2010).
Муніципалітет розташований на відстані близько 150 км на захід від Мадрида, 34 км на південний схід від Саламанки.
На території муніципалітету розташовані такі населені пункти: (дані про населення за 2010 рік)
- Гомес-Веласко: 0 осіб
- Педраса-де-Альба: 256 осіб

## Демографія
Динаміка населення (INE ):

## Зовнішні посилання
- Провінційна рада Саламанки: індекс муніципалітетів [Архівовано 23 квітня 2009 у Wayback Machine.]
- Посилання на Google Maps